# Federico I di Babenberg
Federico I di Babenberg, detto il Cattolico, (1175 – Palestina, 16 aprile 1198) fu duca d'Austria dal 1195 fino alla morte.

## Biografia
Federico il Cattolico nacque nel 1175, figlio del duca Leopoldo V d'Austria e di Elena di Ungheria. Nel 1192 fu investito con suo padre dell'Austria e della Stiria, mentre il giovane Leopoldo non ricevette nulla. Sul letto di morte a Graz, Leopoldo V colse tutti di sorpresa quando decise di conferire il ducato di Stiria a Leopoldo, con l'approvazione dell'imperatore Enrico VI. Nessuno sollevò obiezioni e quindi l'Austria e la Stiria si divisero. Federico il Cattolico, tuttavia, non ricevette direttamente e personalmente le terre dall'imperatore ma furono date da Volchero di Erla, vescovo di Passau per conto di Enrico VI.
Quando il nuovo duca alla fine ricevette le terre nel 1195, dovette ancora affrontare la restituzione degli ostaggi inglesi e il riscatto vitalizio di Riccardo Cuor di Leone. Riccardo aveva insistito per al consegna degli ostaggi e del denaro, sollecitato da Adalberto III di Boemia, arcivescovo di Salisburgo. Gli ostaggi furono riconsegnati subito ma per quanto riguarda il denaro, Federico non fu in grado di rimborsare i soldi del riscatto restituendo in ogni caso la parte del riscatto non spesa. Dopo la prigionia di Riccardo, Leopoldo V aveva costretto la nipote di Riccardo Eleonora a un matrimonio con Federico, ma con questa situazione il matrimonio fu annullato e Eleonora fu rimandata indietro. Federico si prese volontariamente la penitenza di impegnarsi in un'altra crociata, al fine di ripristinare l'onore di Babenberg agli occhi della Chiesa cattolica. Nella Pasqua (31 marzo) del 1195 prese la croce a Bari. Con Saladino morto nel 1193, le prospettive erano favorevoli per una crociata vittoriosa. Tuttavia nel marzo 1196 era intervenuto papa Celestino III, approvando la condotta di Adalberto e censurando severamente il defunto duca Leopoldo V.
Ci furono molti ritardi prima che rimandarono l'inizio della Crociata. L'imperatore tedesco stava eseguendo il Erbreichsplan, un progetto per rendere ereditario l'Impero: per questo scopo, era impegnato nel trattare, offrire denaro e altro per far sì che i grandi sostenessero il suo progetto, senza riuscirvi. Alla fine, l'imperatore mise da parte il progetto per procedere con la crociata.

## La crociata
Il duca Federico lasciò l'Austria nell'aprile o nella tarda primavera del 1197 per intraprendere la crociata tedesca del 1197 in compagnia di Volchero, vescovo di Passau e dello zio Enrico I duca di Mödling. Federico si fermò a Linaria a riposare prima di proseguire. Quando lasciarono la Puglia per raggiungere la Sicilia, due navi del convoglio affondarono in mare, con sopra gli abati di Werd e Beuern. A giugno furono accolti alla corte dell'Imperatore Enrico in Sicilia. Lì l'imperatore assunse il pieno comando e ordinò a Corrado di Magonza, arcivescovo di Magonza e cancelliere imperiale, di sorvegliare il passaggio della flotta crociata. A settembre i crociati salparono da Messina sotto la guida di Corrado e arrivarono settimane dopo ad Acri, dove il comando delle forze tedesche fu assunto, oltre che da Corrado, dal maresciallo Enrico di Kalden, la cui presenza era poco apprezzata delle forze francesi comandati dalla regina Isabella di Gerusalemme. I principi tedeschi tuttavia, incluso Federico, rifiutarono di essere sottoposti all'autorità del maresciallo Enrico, pretendendo l'elezione di un comandante. Chiesero al duca Enrico I di Brabante di guidare l'assalto contro gli Ayyubidi di Al-Adil. la truppe tedesche si radunarono e marciarono verso Tiro, prendendo facilmente la città, prendendo poi la ricca città di Sidone, prendendo poi Beirut il 24 ottobre. Nonostante i successi, improvvisamente si diffuse la notizia che il re Enrico I di Gerusalemme era morto cadendo dal balcone del suo palazzo ad Acri. Le forze tedesche tornarono immediatamente ad Acri e il duca Enrico di Brabante agì come reggente. I tedeschi sfruttarono la situazione per far diventare Amalrico di Cipro re di Gerusalemme. Sollecitato dai principi tedeschi, Amalrico sposò Isabella e fu incoronato re di Gerusalemme ad Acri nel 1198.
I tedeschi tornarono a combattere riconquistando le tenute intorno al castello di Biblo (Gibelet) e ripristinando il collegamento via terra con la contea di Tripoli. Marciarono contro Damasco e assediarono persino Toron quando improvvisamente arrivarono le notizie della morte dell'Imperatore Enrico VI. Molti principi tedeschi ripartono subito per tornare in patria e per ricevere la conferma delle loro terre dal nuovo imperatore. Il duca Federico rimase con il vescovo Volchero per continuare la guerra. Alla fine Federico, assieme ai tedeschi rimasti, chiesero un armistizio ad Al-Adil, riconoscendo il dominio di re Amalrico sulle terre riconquistate.
Federico si ammalò e morì il 16 aprile del 1198 ad Acri mentre tornava dalla Palestina. Ad assistere alla sua morte furono presenti, Meinardo II, conte di Gorizia, Volchero, vescovo di Passau, Eberardo, conte di Dörnberg, Ulrich di Appiano e il suo attendente più fidato. Non si sposò mai. Era molto amato dal suo popolo: Walther von der Vogelweide lo rimarcò quando il duca Leopoldo VI diede a Walther un'accoglienza meno cordiale alla sua corte.
Volchero eseguì sul corpo di Federico il Mos Teutonicus per riportarlo indietro. Fu quindi sepolto accanto a suo padre nell'abbazia di Heiligenkreuz.

## Ascendenza
|                         |                    |                            | Genitori               |  |  | Nonni |  |  | Bisnonni                  |  |  | Trisnonni                |  |
|                         |                    |                            |                        |  |  |       |  |  | Leopoldo III di Babenberg |  |  | Leopoldo II di Babenberg |  |
|                         |                    |                            |                        |  |  |       |  |  | Leopoldo III di Babenberg |  |  | Leopoldo II di Babenberg |  |
|                         |                    | Ida di Formbach-Ratelnberg |                        |  |  |       |  |  | Leopoldo III di Babenberg |  |  |                          |  |
| Enrico II di Babenberg  |                    |                            |                        |  |  |       |  |  | Leopoldo III di Babenberg |  |  |                          |  |
|                         |                    | Agnese di Waiblingen       | Enrico IV di Franconia |  |  |       |  |  |                           |  |  |                          |  |
|                         |                    | Agnese di Waiblingen       | Enrico IV di Franconia |  |  |       |  |  |                           |  |  |                          |  |
|                         |                    | Agnese di Waiblingen       | Berta di Savoia        |  |  |       |  |  |                           |  |  |                          |  |
| Leopoldo V di Babenberg |                    | Agnese di Waiblingen       |                        |  |  |       |  |  |                           |  |  |                          |  |
|                         |                    | Andronikos Comneno         | Giovanni II Comneno    |  |  |       |  |  |                           |  |  |                          |  |
|                         |                    | Andronikos Comneno         | Giovanni II Comneno    |  |  |       |  |  |                           |  |  |                          |  |
|                         |                    | Andronikos Comneno         | Piroska d'Ungheria     |  |  |       |  |  |                           |  |  |                          |  |
| Teodora Comnena         |                    | Andronikos Comneno         |                        |  |  |       |  |  |                           |  |  |                          |  |
|                         |                    | Irene                      | …                      |  |  |       |  |  |                           |  |  |                          |  |
|                         |                    | Irene                      | …                      |  |  |       |  |  |                           |  |  |                          |  |
|                         |                    | Irene                      | …                      |  |  |       |  |  |                           |  |  |                          |  |
| Federico I di Babenberg |                    | Irene                      |                        |  |  |       |  |  |                           |  |  |                          |  |
|                         | Béla II d'Ungheria | Álmos d'Ungheria           |                        |  |  |       |  |  |                           |  |  |                          |  |
|                         | Béla II d'Ungheria | Álmos d'Ungheria           |                        |  |  |       |  |  |                           |  |  |                          |  |
|                         | Béla II d'Ungheria | Predslava di Kiev          |                        |  |  |       |  |  |                           |  |  |                          |  |
| Géza II d'Ungheria      | Béla II d'Ungheria |                            |                        |  |  |       |  |  |                           |  |  |                          |  |
|                         |                    | Elena di Rascia            | Uroš I di Rascia       |  |  |       |  |  |                           |  |  |                          |  |
|                         |                    | Elena di Rascia            | Uroš I di Rascia       |  |  |       |  |  |                           |  |  |                          |  |
|                         |                    | Elena di Rascia            | Anna Diogenissa        |  |  |       |  |  |                           |  |  |                          |  |
| Elena d'Ungheria        |                    | Elena di Rascia            |                        |  |  |       |  |  |                           |  |  |                          |  |
|                         |                    | Mstislav I di Kiev         | Vladimir II di Kiev    |  |  |       |  |  |                           |  |  |                          |  |
|                         |                    | Mstislav I di Kiev         | Vladimir II di Kiev    |  |  |       |  |  |                           |  |  |                          |  |
|                         |                    | Mstislav I di Kiev         | Gytha del Wessex       |  |  |       |  |  |                           |  |  |                          |  |
| Efrosin'ja Mstislavna   |                    | Mstislav I di Kiev         |                        |  |  |       |  |  |                           |  |  |                          |  |
|                         |                    | Ljubava Dmitr'evna         | Dmitrij Zavidic        |  |  |       |  |  |                           |  |  |                          |  |
|                         |                    | Ljubava Dmitr'evna         | Dmitrij Zavidic        |  |  |       |  |  |                           |  |  |                          |  |
|                         |                    | Ljubava Dmitr'evna         | …                      |  |  |       |  |  |                           |  |  |                          |  |
|                         |                    | Ljubava Dmitr'evna         |                        |  |  |       |  |  |                           |  |  |                          |  |